# 95th Regiment of Foot (1780–1783)
Das 95th Regiment of Foot war ein Linieninfanterieregiment der britischen Armee, das von 1780 bis 1783 bestand.
Das Regiment als Reaktion auf den Eintritt Frankreichs in den Amerikanischen Unabhängigkeitskrieg am 7. April 1780 in Yorkshire von Major-General John Reid (1721–1807), der Colonel des Regiments wurde, auf eigene Kosten gegründet. Das Regiment trug scharlachrote Uniformen mit gelben Aufschlägen. Das Regiment wurde ab 1780 als Garnison auf der Kanalinsel Jersey stationiert. Es kämpfte dort am 6. Januar 1781 in der Schlacht von Jersey in der ein französischer Invasionsversuch abgewehrt wurde. Nach Abschluss des Vorfriedens zum Frieden von Paris wurde das Regiment nach England zurückgezogen und dort am 31. Mai 1783 aufgelöst.